# Собакина, Айыына Анатольевна
Айыына Анатольевна Собакина (1 августа 1994, п. Чурапча, Саха — Якутия) — российская шашистка, серебряный призёр чемпионата Европы по международным шашкам 2012 года в быстрые шашки,  бронзовый призёр чемпионата Европы по международным шашкам 2012 года, обладательница Кубка России по международным шашкам среди клубных команд 2010 года (выступала за клуб «Кычкин — I»), чемпионка России 2013 года в быстрые шашки. Мастер ФМЖД, мастер спорта России (2012). Гроссмейстер России. Тренер Николай Кычкин -младший.